# Шорец, Андрей Викторович
Андрей Викторович Шо́рец (бел. Андрэй Віктаравіч Шорац; род. 12 апреля 1973, Витебск) — белорусский государственный деятель. Председатель Минского горисполкома (6 ноября 2014 — 24 ноября 2018). Министр жилищно-коммунального хозяйства Республики Беларусь (2011—2014).

## Биография
Окончил Витебский государственный технологический университет (1995) и Академию управления при Президенте Республики Беларусь (1999).
В 1995–1997 годах работал инженером-технологом, заместителем начальника цеха ОАО “Витебский приборостроительный завод”.
В 1997–1998 годах – первый секретарь Октябрьского районного комитета Белорусского патриотического союза молодежи г. Витебска. В 1999–2002 годах – ведущий инженер, начальник управления кооперативной промышленности, начальник управления качества Витебского облпотребсоюза.
В 2002–2005 годах – начальник отдела энергетики и транспорта управления промышленности, энергетики и транспорта, начальник отдела энергетики, транспорта и связи Витебского облисполкома. В 2005–2010 годах – начальник управления жилищно-коммунального хозяйства Витебского облисполкома.
В 2010–2011 годах – заместитель министра жилищно-коммунального хозяйства Республики Беларусь. Министр жилищно-коммунального хозяйства Республики Беларусь с июня 2011 года по ноябрь 2014 года.
Работал на Витебском приборостроительном заводе, в 1997 году стал первым секретарём Октябрьского районного комитета БПСМ (Белорусского патриотического союза молодёжи) в Витебске. С 1999 года занимал различные должности в Витебском областном потребительском союзе, с 2002 года — в Витебском облисполкоме, курировал вопросы энергетики, транспорта и связи, а с 2005 года руководил управлением жилищно-коммунального хозяйства.
Некоторое время в 2010—11 годах был заместителем министра жилищно-коммунального хозяйства Республики Беларусь, 30 июня 2011 года занял должность министра вместо Владимира Белохвостова.
6 ноября 2014 года указом Александра Лукашенко назначен председателем Мингорисполкома.

## Семья
Женат. Есть дети — Иван и Дарья.

## Деятельность на посту председателя Мингорисполкома
Андрей Шорец выступал против расширения города Минска, в пользу застройки пустующих, малоэффективно использующихся и промышленных территорий внутри МКАД (в т.ч. усадебной застройки, т.н. „частных секторов“), часть которых будет снесена с 2020 по 2030-е года. В Минске, по словам Андрея Шорца, немало объектов-долгостроев. В период его работы в Мингорисполкоме медленно строились новые станции Минского метрополитена (не было открыто ни одной новой станции).
В 2012 году возле входа на станцию метро «Немига» планировали восстановить деревянное Минское замчище, которое, судя по легендам, располагалось на этом месте в XI веке. Однако такой объект в итоге решили не строить, так как историки, художники и скульпторы окончательного решения по данному вопросу  не приняли.
В 2017 году Андрей Шорец призвал жителей дворов на Привокзальной площади столицы быть „хозяевами на своей территории“, после чего Министерство культуры Белоруссии направило в Минский горисполком письмо с просьбой прекратить практику общественного обсуждения градостроительных проектов, не согласованных с министерством, тем самым осудив застройку территории у «ворот Минска» и железнодорожного вокзала. Продолжилась выдача разрешений на строительство, противоречащих генеральному плану. С его ведома началось строительство крупного бизнес-центра на центральной Октябрьской площади без общественного обсуждения.
Также в своей деятельности Андрей Шорец начал борьбу с нелегальной торговлей в Минске, пообещал решить вопрос с обеспеченностью местами в детских садах Минска, а также взять соблюдение санитарных норм под особый контроль. Проблема нехватки мест в детских садах и школах не была решена; продолжилась вырубка зелёных насаждений.
Передал хоккейному клубу «Юность» второй по величине хоккейный стадион в стране — Чижовка-Арену. По его инициативе началось строительство нескольких бассейнов. В августе 2018 года Шорец потребовал от бизнесмена Юрия Чижа передать Мингорисполкому контрольный пакет акций футбольного клуба «Динамо».

## Награды
- Медаль «МПА СНГ. 25 лет» (27 марта 2017 года, Межпарламентская ассамблея СНГ) — за заслуги в деле развития и укрепления парламентаризма, за вклад в развитие и совершенствование правовых основ функционирования Содружества Независимых Государств, укрепление международных связей и межпарламентского сотрудничества[16].